# 바이런 하워드
바이런 하워드(영어: Byron P. Howard, 1968년 ~ )는 미국의 애니메이터이다. 월트 디즈니 애니메이션 스튜디오의 작품 《라푼젤》(2012), 《주토피아》(2016)를 연출하였다.

## 출연 작품
- 엔칸토: 마법의 세계 (2021)
- 겨울왕국 2 (2019)
- 주토피아 (2016)
- 탱글드 에버 에프터 (2012)
- 라푼젤 (2010)
- 슈퍼 라이노 (2009)
- 볼트 (2008)